# Matthäus Aurogallus
Matthaeus Aurogallus (rodným jménem Matthäus Goldhahn, česky nazýván též Matouš Aurogallus, asi 1490 Chomutov – 10. listopadu 1543 Wittenberg) byl česko-německý humanista, jazykovědec, historik a hebraista. Svá díla psal latinsky.

## Život
Narodil se do smíšené německo-české rodiny. Jeho rodištěm byly Michanice, dnes kvůli těžbě uhlí zaniklá obec, jež byla před svým zánikem čtvrtí Chomutova. Jeho příjmení „Aurogallus“ je latinizovaná podoba německého jména „Goldhahn“ (což znamená „zlatý kohout“). V letech 1461 až 1510 byl členem humanistické družiny okolo Bohuslava Hasištejnského z Lobkovic. Docházel do jeho školy na hradě Hasištejn. Zde získal znalost latiny, řečtiny a hebrejštiny. Roku 1512 odešel studovat do Německa, kde roku 1515 získal titul bakalář na univerzitě v Lipsku. Poté se vrátil na Hasištejn, kde vyučoval latinu. Neúspěšně v té době usiloval o místo profesora na pražské univerzitě. Roku 1519 se přestěhoval do Wittenbergu. Zde se spřátelil s Philippem Melanchthonem, který vyučoval řečtinu na tamní univerzitě. Na Melanchtona udělala dojem Aurogallova znalost hebrejštiny a zajistil, že se český rodák v roce 1521 stal profesorem hebrejštiny na univerzitě ve Wittenbergu a byl jím až do své smrti. V roce 1542 byl též zvolen rektorem této univerzity. Na univerzitě podporoval české studenty, mj. Zikmunda Hrubého z Jelení. Česká tematika ho nepřestala zajímat ani v tvorbě, věnoval českým dějinám prózu Commentarii rerum Bohemicarum a báseň Rhapsodiae. Obě se však zachovaly jen ve fragmentech. Napsal i oslavnou báseň na Jana Žižku. Více se však proslavil svými hebraistickými spisy.
Na univerzitě byl také blízkým spolupracovníkem zakladatele protestantismu Martina Luthera. Jako znalec hebrejštiny pomáhal Lutherovi s překladem Starého zákona a ovlivnil tak i celé jeho pojetí křesťanství. Pro práci na překladu také Aurogallus Lutherovi zajistil některé vzácné knihy z lobkovické knihovny. Na rozdíl od Luthera však při výkladu Bible projevoval mnohem větší zájem o rabínské autory, například Rašiho. Hodně se také opíral o Targum (aramejský židovský překlad hebrejské bible). Tyto vlivy jsou nejpatrnější v jeho knize Hebraeis, urbium, regionum, populorum, fluminum, montium, & aliorulocorum, nominibus. Toto použití rabínských textů bylo v rozporu s Lutherovým striktním pojetím studia hebrejštiny v čistě křesťanském kontextu. Díky tomu se Aurogallus s Lutherem nikdy nesblížil ideově a nelze ho považovat za protestanta. Aurogallův přístup ale položil základy vědnímu oboru hebraistiky. Patřil k prvním křesťanům, kteří hebrejštinu nestudovaly jen jako podkategorii teologie. Byl také jedním z prvních, kdo vzal v potaz aramejské zdroje. Aurogallus také napsal gramatiku chaldejštiny (pozdní podoba aramejštiny) a přidal ji do pozdějších vydání své hebrejské gramatiky, jež pak vycházela pod názvem Compendium Hebreae Chaldeaequae grammatices.